# 11521 Erikson
11521 Erikson eller 1991 GE9 är en asteroid i huvudbältet som upptäcktes den 10 april 1991 av den belgiske astronomen Eric W. Elst vid La Silla-observatoriet. Den är uppkallad efter psykologen Erik H. Erikson.
Asteroiden har en diameter på ungefär 12 kilometer och den tillhör asteroidgruppen Themis.